# Giordano Ruffo
Giordano Ruffo o Jordanus Ruffus (fl. 1200-1256) va ser un noble italià conegut per una de les obres més antigues de la medicina veterinària sobre el cavall i les seves malalties De Medicina Equorum .
Ruffo va néixer a Calàbria cap al 1200 en una família noble al servei de Frederic II. El seu oncle era Pietro Ruffo, comte de Catanszaro. Poc abans de la mort de Frederic II, Ruffo, el seu germà Folco i Pietro van ser cridats a signar un testament. Ruffo va ser nomenat senyor de Val di Crati el 1239 però després de la mort de Frederic II el 1250 van haver de triar la lleialtat entre dos possibles governants i van triar Conrad IV, enfrontant-se a Manfred I de Sicília, fill de l'emperador i Bianca Lancia. La mort de Conrad IV el 1254 va provocar la detenció de la família Ruffo i va ser torturat, encegat i va morir a la presó cap al febrer de 1256.
L'únic llibre de Ruffo va ser escrit en llatí entre 1250-56, i és considerat com un dels primers treballs sobre medicina veterinària de l'Edat Mitjana, també coneguda com hippiatria als comptats italians per l'herència de l'Imperi Romà d'Orient. El llibre tenia sis parts que cobrien la reproducció; ensinistrament de poltres; manteniment; qualitats i defectes; malalties; i tractaments. Es coneixen unes 173 còpies manuscrites de l'obra i unes 16 versions impreses traduïdes a l'italià, llatí, francès, alemany, català, gallec, occità i hebreu. L'edició més coneguda és Jordani Ruffi Calabriensis Hippiatria (Pàdua, 1818). Existeixen diverses edicions derivades posteriors, incloent Mulomedicina (o Medela equorum) de Teodoric Borgognoni (finals del segle xiii); Marescalcia de Dino Dini, Traité d'hippiatrie de Guillaume de Villiers (segle XV); i Manuschansia d'Agostino Columbre (1490).